# François Rouiller
Pour les articles homonymes, voir Rouiller.
François Rouiller, né en 1956 à Aigle, est un écrivain, dessinateur et pharmacien suisse.

## Biographie
François Rouiller naît en 1956 à Aigle, dans le canton de Vaud.
Il obtient son diplôme de pharmacien en 1982 à l'Université de Lausanne.
Il a pratiqué tant en milieu officinal qu'hospitalier. Au niveau hospitalier, il a accompli sa carrière au sein de la Pharmacie des hôpitaux de l'Est lémanique.
Habitant à Rivaz dans le canton de Vaud, il est marié à une pharmacienne et père de trois enfants.

## Parcours artistique
François Rouiller est membre fondateur et premier président de l'Association des Amis de la Maison d'Ailleurs, musée de la SF, de l'utopie et des voyages extraordinaires à Yverdon-les-Bains. Il a également fait partie du conseil de fondation de l'institution de 1998 à 2008.
Illustrateur, il expose ses dessins, notamment au Festival de la BD de Sierre ou au Festival des Utopiales de Nantes. Une centaine de ses illustrations ont paru en un recueil en septembre 2002, aux Éditions de l'Atalante, sous le titre Après-demain ? Cent vues imprenables sur le futur.
François Rouiller est aussi critique et écrivain. Il a tenu la rubrique SF du quotidien suisse romand 24 heures. Après quelques textes de fiction publiés dans divers supports spécialisés, il sort une étude sur les drogues dans la science-fiction, intitulée Stups & fiction. En 2006, l'éditeur Les Empêcheurs de penser en rond publie 100 mots pour voyager en Science-Fiction, qui obtient en 2007 à Nantes le grand prix de l'imaginaire (catégorie essais).

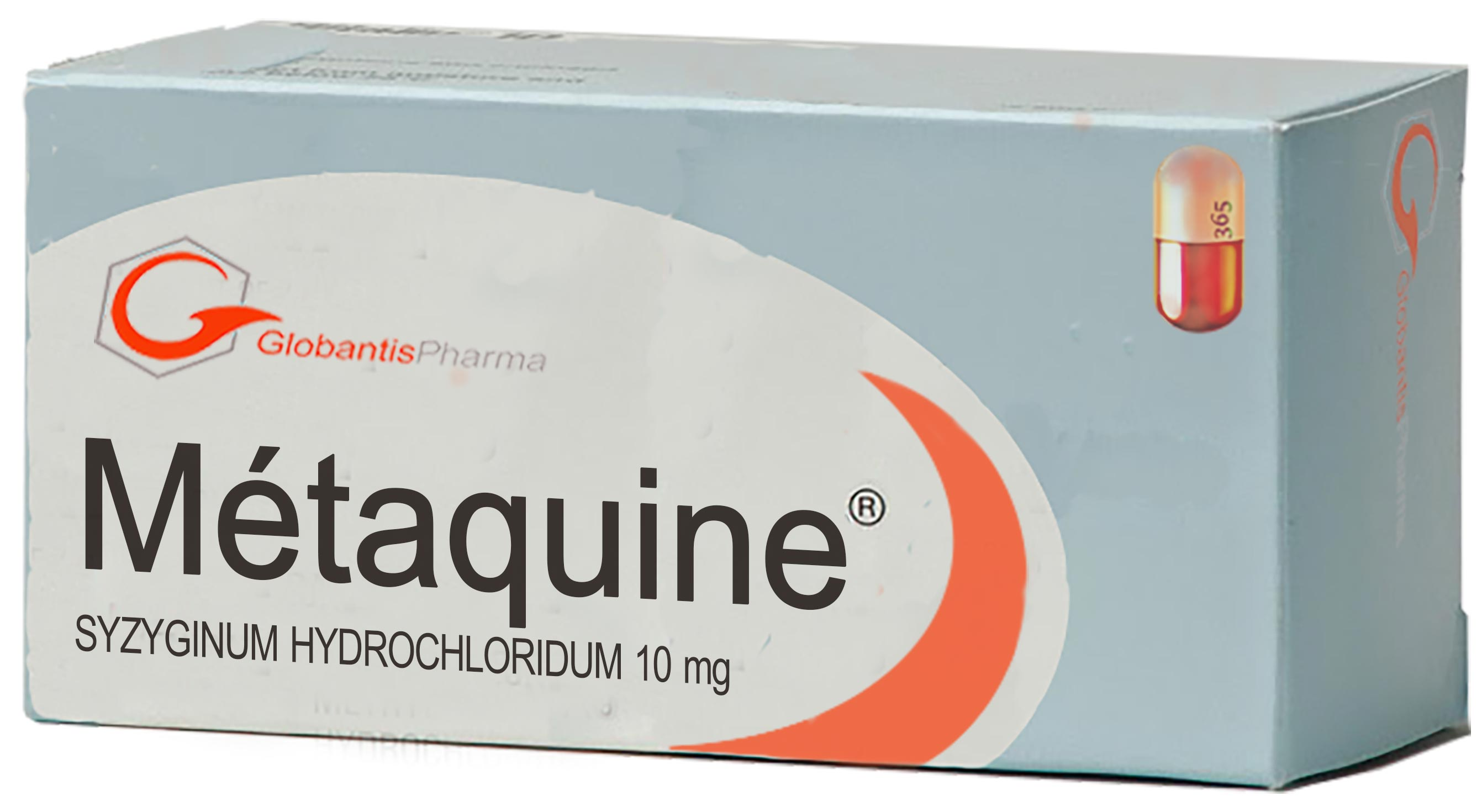
Métaquine® : drogue livresque et roman psychotrope

En mars 2016, le premier roman de François Rouiller, Métaquine®, paraît à l'Atalante en deux volumes, Indications et Contre-indications. Le récit a pour cadre le futur proche et pour fil conducteur un médicament psychotrope prisé des parents dépités et des enseignants à bout de nerfs. Car le produit assagit les écoliers dissipés et transforme les cancres en forts en thème. Le succès du blockbuster est tel qu'il finit par gagner tous les âges et toutes les couches de la société. Six protagonistes vivent cette évolution. Les uns sont d'ardents promoteurs de la Métaquine®, les autres tentent d'échapper à son emprise.
Métaquine® a reçu le Prix Rosny aîné (catégorie roman) en 2017.
Les éditions Armada ont publié un carnet de croquis du dessinateur en 2018.